# شکست قیمتی (تحلیل تکنیکال)
شکست قیمتی یا بریک‌اوت (به انگلیسی: Breakout) زمانی رخ می‌دهد که قیمت یک دارایی از سطح حمایتی یا مقاومتی مشخص عبور کرده و در آن محدوده جدید تثبیت شود. در نمودارهای تحلیل تکنیکال، این پدیده هنگامی مشاهده می‌شود که قیمت یک سهم یا کالا از یک الگوی قیمتی محدود خارج گردد. معمولاً دارایی موردنظر در بازه‌ای میان سطوح حمایت و مقاومت نوسان می‌کند و عبور از هر یک از این سطوح می‌تواند نشانگر آغاز یک روند جدید باشد. در بسیاری از موارد، سطح مقاومتی که شکسته می‌شود، به عنوان سطح حمایتی جدید عمل می‌کند و بالعکس. این وضعیت می‌تواند به‌عنوان سیگنال خرید یا فروش تلقی گردد؛ بسته به این‌که عبور قیمت از کدام یک از موانع صورت گرفته باشد.
در صورتی که قیمت یک سهم چندین مرتبه به سطوح حمایتی یا مقاومتی برخورد نماید، این سطوح «قوی‌تر» تلقی می‌شوند. به‌عکس، سهامی که موفق به عبور از چنین موانع «قوی‌تر» می‌شوند، معمولاً احتمال بیشتری برای تداوم حرکت در مسیر جدید خود دارند. لازم است ذکر شود که عبور از سطوح حمایت و مقاومت منحصر به سهام نیست؛ هر بازاری که مورد توجه تحلیل‌گران تکنیکال قرار گیرد ـ از جمله بازار کالاها و بازار ارز (فارکس) ـ می‌تواند شاهد وقوع شکست قیمتی باشد.
معامله‌گران و سرمایه‌گذاران فعال از پدیده شکست قیمتی به‌منظور شناسایی روندها در مراحل اولیه بهره می‌گیرند. این شکست‌ها غالباً با حرکات جدید قیمت و افزایش نوسانات همراه هستند و همین ویژگی، آن‌ها را به بستری مستعد برای شناسایی فرصت‌های سودآور در بازار تبدیل می‌کند.